# Blanca Chancoso
María Blanca Chancosa Sánchez (Cotacachi, 1955) es una dirigente indígena ecuatoriana de nacionalidad kichwa-otavalo. Formó parte de la fundación de la Confederación de los Pueblos de Nacionalidad Kichua del Ecuador (Ecuarunari) y de la Confederación de Nacionalidades Indígenas del Ecuador (Conaie). A su vez ha escrito sobre el Sumak kawsay o buen vivir, destacando en ello su artículo “Sumak Kawsay desde la visión de la mujer”.

## Biografía
Blanca Chancosa nació en Cotacachi, una ciudad de la provincia ecuatoriana de Imbabura, en el seno de una familia que provenía del campo. Hizo sus estudios secundarios en un colegio rural, donde obtuvo su bachillerato en ciencias de la educación. Como educadora se dedicó a organizar a las comunidades de su región.
Obtuvo influencia dentro de las comunidades indígenas sien en 1974 que organizó la Federación de Indígenas y Campesinos de Imbabura. En 1980 estuvo al frente de las actividades en un momento  donde los indígenas reivindicaban el establecimiento de la educación bilingüe y el reconocimiento de la plurinacionalidad.
Ya desde 1972 había formado parte de la fundación de la Confederación de los Pueblos de Nacionalidad Kichua del Ecuador (Ecuarunari) donde fue parte de su Consejo Político. En 1986 estuvo en la Confederación de Nacionalidades Indígenas del Ecuador (CONAIE) a la que se integró la ECUARUNARI. Desde el 15 de mayo de 2016  se ha desempeñado como vicepresidenta de la ECUARUNARI.